# Christian Diener
Christian Diener (Cottbus, 3 giugno 1993) è un nuotatore tedesco.

## Biografia
Ha rappresentato la Germania ai Giochi olimpici di Rio de Janeiro 2016, concludendo al settimo posto in finale nei 200 metri dorso.
Ai Campionati europei di nuoto di Glasgow 2018 ha vinto, con i connazionali Fabian Schwingenschlögl, Marius Kusch, Damian Wierling, Jan-Philip Glania e Philip Heintz, la medaglia di bronzo nella staffetta 4x100 metri misti.
Dal 2019 rappresenta la squadra inglese dei London Roar nell'International Swimming League.

## Palmarès
- Mondiali in vasca corta

Abu Dhabi 2021: argento nei 50m dorso e bronzo nei 200m dorso.
- Europei:

Debrecen 2012: argento nella 4x100m misti.
Berlino 2014: argento nei 200m dorso.
Glasgow 2018: bronzo nella 4x100m misti.
- Europei in vasca corta:

Szczecin 2011: bronzo nella 4x50m misti.
Herning 2013: oro nella 4x50m misti mista, argento nei 50m dorso e nella 4x50m misti, bronzo nei 200m dorso.
Glasgow 2019: argento nei 50m dorso, nei 100m dorso e nei 200m dorso.
- Olimpiadi giovanili

Singapore 2010: bronzo nella 4x100m misti.
- Mondiali giovanili

Lima 2011: oro nei 50m dorso.
- Europei giovanili

Helsinki 2010: oro nei 50m dorso e bronzo nella 4x100m misti.
Belgrado 2011: oro nei 50m dorso, nei 100m dorso e nei 200m dorso e argento nella 4x100m misti.